# Quyền LGBT ở Tokelau
Quyền đồng tính nữ, đồng tính nam, song tính và chuyển giới (tiếng Tokelau: ???; tiếng Anh lesbian, gay, bisexual and transgender) ở Tokelau có thể phải đối mặt với những thách thức pháp lý mà những người không phải LGBT không gặp phải. Cả hai hoạt động tình dục đồng giới nam và nữ đều hợp pháp trong Tokelau, nhưng các cặp vợ chồng và hộ gia đình đồng giới do các cặp đồng giới đứng đầu không đủ điều kiện để có sự bảo vệ pháp lý giống nhau đối với các cặp vợ chồng khác giới.

## Bảng tóm tắt
| Hoạt động tình dục đồng giới hợp pháp                                                                                       | (Từ năm 2007)                 |
| Độ tuổi đồng ý | (Từ năm 2007)                 |
| Luật chống phân biệt đối xử chỉ trong việc làm                                                                              | No                            |
| Luật chống phân biệt đối xử trong việc cung cấp hàng hóa và dịch vụ                                                         | No                            |
| Luật chống phân biệt đối xử trong tất cả các lĩnh vực khác (Bao gồm phân biệt đối xử gián tiếp, ngôn từ kích động thù địch) | No                            |
| Hôn nhân đồng giới | No                            |
| Công nhận các cặp đồng giới                                                                                                 | No                            |
| Con nuôi của các cặp vợ chồng đồng giới                                                                                     | No                            |
| Con nuôi chung của các cặp đồng giới                                                                                        | No                            |
| Người LGBT được phép phục vụ công khai trong quân đội                                                                       | (Trách nhiệm của New Zealand) |
| Quyền thay đổi giới tính hợp pháp                                                                                           | No                            |
| Truy cập IVF cho đồng tính nữ                                                                                               | No                            |
| Mang thai hộ thương mại cho các cặp đồng tính nam                                                                           | No                            |
| NQHN được phép hiến máu | No                            |